# Eesti Meistrivõistlused 2022 (maschile)
La Eesti Meistrivõistlused 2022, 31ª edizione della massima serie del campionato estone di pallavolo maschile si è svolta dal 9 marzo all'8 aprile 2022: al torneo hanno partecipato quattro squadre di club estoni e la vittoria finale è andata per la quinta volta, la seconda consecutiva, al Duo.

## Formula
Il campionato è stato disputato con partite ad eliminazione diretta con semifinali, disputate al meglio delle tre vittorie su cinque partite, finale terzo posto, al meglio delle due vittorie su tre partite e finale scudetto al meglio delle quattro vittorie su sette partite.

## Squadre partecipanti
Hanno partecipato alla competizione le quattro squadre estoni migliori classificate nella regular season della Baltic Volleyball League.
| Club      | Stagione | Città   | Impianto                             | Qualificazione                 |
| --------- | -------- | ------- | ------------------------------------ | ------------------------------ |
| Audentese | dettagli | Tallinn | Sõle Spordikeskus                    | 4ª in Baltic Volleyball League |
| Duo       | dettagli | Tartu   | Tartu Ülikooli Spordihoone           | 1ª in Baltic Volleyball League |
| Pärnu     | dettagli | Pärnu   | Sports Hall                          | 3ª in Baltic Volleyball League |
| TalTech   | dettagli | Tallinn | Tallinna Tehnikaülikooli spordihoone | 2ª in Baltic Volleyball League |

## Torneo

### Tabellone
|  | Semifinali | Semifinali | Semifinali | Semifinali | Semifinali | Semifinali | Semifinali |     |   | Finale          | Finale          | Finale          | Finale          | Finale          | Finale | Finale | Finale | Finale |  |
|  |            |            |            |            |            |            |            |     |   |                 |                 |                 |                 |                 |        |        |        |        |  |
|  | 1          | Duo        | 3          | 3          | 3          |            |            |     |   |                 |                 |                 |                 |                 |        |        |        |        |  |
|  | 1          | Duo        | 3          | 3          | 3          |            |            |     |   |                 |                 |                 |                 |                 |        |        |        |        |  |
|  | 4          | Audentese  | 0          | 0          | 0          |            |            |     |   |                 |                 |                 |                 |                 |        |        |        |        |  |
|  | 4          | Audentese  | 0          | 0          | 0          |            | 1          | Duo | 3 | 3               | 3               | 3               |                 |                 |        |        |        |        |  |
|  |            |            |            |            |            |            |            | Duo | 3 | 3               | 3               | 3               |                 |                 |        |        |        |        |  |
|  |            |            | 3          | Pärnu      | 0          | 0          | 0          | 1   |   |                 |                 |                 |                 |                 |        |        |        |        |  |
|  | 2          | TalTech    | 3          | Pärnu      | 0          | 0          | 0          | 1   | 3 | 3               | 0               | 2               | 1               |                 |        |        |        |        |  |
|  | 2          | TalTech    |            |            |            |            |            |     | 3 | 3               | 0               | 2               | 1               |                 |        |        |        |        |  |
|  | 3          | Pärnu      | 2          | 1          | 3          | 3          | 3          |     |   | Finale 3º posto | Finale 3º posto | Finale 3º posto | Finale 3º posto | Finale 3º posto |        |        |        |        |  |
|  | 3          | Pärnu      | 2          | 1          | 3          | 3          | 3          |     |   |                 |                 |                 |                 |                 |        |        |        |        |  |
|  |            |            |            |            |            |            |            |     |   |                 |                 |                 |                 |                 |        |        |        |        |  |
|  |            |            |            |            |            |            |            |     |   | 4               | Audentese       | 1               | 1               |                 |        |        |        |        |  |
|  |            |            |            |            |            |            |            |     |   | 4               | Audentese       | 1               | 1               |                 |        |        |        |        |  |
|  |            |            |            |            |            |            |            |     |   | 2               | TalTech         | 3               | 3               |                 |        |        |        |        |  |

### Risultati

#### Semifinali
| Gara 1 |                 |     |                                   |
|        |                 |     |                                   |
| 10-03  | Duo - Audentese | 3-0 | 25-19, 25-19, 25-21               |
| 09-03  | TalTech - Pärnu | 3-2 | 21-25, 25-18, 25-20, 18-25, 15-13 |

| Gara 2 |                 |     |                            |
|        |                 |     |                            |
| 13-03  | Audentese - Duo | 0-3 | 19-25, 24-26, 23-25        |
| 12-03  | Pärnu - TalTech | 1-3 | 25-19, 21-25, 17-25, 22-25 |

| Gara 3 |                 |     |                     |
|        |                 |     |                     |
| 16-03  | Duo - Audentese | 3-0 | 25-13, 25-18, 25-12 |
| 17-03  | TalTech - Pärnu | 0-3 | 25-27, 15-25, 22-25 |

| Gara 4 |                 |     |                                   |
|        |                 |     |                                   |
| 19-03  | Pärnu - TalTech | 3-2 | 25-13, 23-25, 25-18, 23-25, 15-13 |

| Gara 5 |                 |     |                            |
|        |                 |     |                            |
| 23-03  | TalTech - Pärnu | 1-3 | 17-25, 20-25, 25-21, 20-25 |

#### Finale 3º posto
| Gara 1 |                     |     |                            |
|        |                     |     |                            |
| 06-04  | Audentese - TalTech | 1-3 | 20-25, 25-17, 16-25, 25-27 |

| Gara 2 |                     |     |                            |
|        |                     |     |                            |
| 08-04  | TalTech - Audentese | 3-1 | 23-25, 25-23, 25-23, 25-20 |

#### Finale
| Gara 1 |             |     |                     |
|        |             |     |                     |
| 27-03  | Duo - Pärnu | 3-0 | 25-17, 25-17, 25-19 |

| Gara 2 |             |     |                     |
|        |             |     |                     |
| 30-03  | Pärnu - Duo | 0-3 | 21-25, 15-25, 22-25 |

| Gara 3 |             |     |                     |
|        |             |     |                     |
| 04-04  | Duo - Pärnu | 3-0 | 25-22, 25-20, 25-22 |

| Gara 4 |             |     |                            |
|        |             |     |                            |
| 06-04  | Pärnu - Duo | 1-3 | 23-25, 22-25, 27-25, 24-26 |

## Classifica finale
| Pos | Squadra   | Qualificazione        |
| --- | --------- | --------------------- |
|     | Duo       | Challenge Cup 2022-23 |
| 2   | Pärnu     | Challenge Cup 2022-23 |
| 3   | TalTech   |                       |
| 4   | Audentese |                       |

## Statistiche
| Rendimento individuale | Rendimento individuale | Rendimento individuale | Rendimento individuale |
| Pos.                   | Nome                   | Punti                  | Squadra                |
| ---------------------- | ---------------------- | ---------------------- | ---------------------- |
| 1                      | Matěj Šmídl            | 155                    | TalTech                |
| 2                      | Markus Uuskari         | 123                    | Pärnu                  |
| 3                      | Martti Juhkami         | 115                    | Duo                    |
| 4                      | Borys Žukov            | 111                    | Pärnu                  |
| 5                      | Kevin Saar             | 96                     | TalTech                |

| Attacchi vincenti | Attacchi vincenti | Attacchi vincenti | Attacchi vincenti |
| Pos.              | Nome              | Punti             | Squadra           |
| ----------------- | ----------------- | ----------------- | ----------------- |
| 1                 | Matěj Šmídl       | 133               | TalTech           |
| 2                 | Markus Uuskari    | 114               | Pärnu             |
| 3                 | Martti Juhkami    | 97                | Duo               |
| 4                 | Borys Žukov       | 88                | Pärnu             |
| 5                 | Kevin Saar        | 82                | TalTech           |

| Muri vincenti | Muri vincenti      | Muri vincenti | Muri vincenti |
| Pos.          | Nome               | Punti         | Squadra       |
| ------------- | ------------------ | ------------- | ------------- |
| 1             | Bohdan Mazenko     | 19            | Pärnu         |
| 2             | Jó Maurício Neto   | 18            | Pärnu         |
| 3             | Sten Perillus      | 16            | TalTech       |
| 4             | Borys Žukov        | 14            | Pärnu         |
| 5             | Gabriel Cavalcante | 12            | Pärnu         |

| Battute vincenti | Battute vincenti | Battute vincenti | Battute vincenti |
| Pos.             | Nome             | Punti            | Squadra          |
| ---------------- | ---------------- | ---------------- | ---------------- |
| 1                | Matěj Šmídl      | 13               | TalTech          |
| 2                | Toms Svans       | 11               | Pärnu            |
| 3                | Martti Juhkami   | 9                | Duo              |
| 3                | Borys Žukov      | 9                | Pärnu            |
| 5                | Kevin Saar       | 7                | TalTech          |
| 5                | Markus Uuskari   | 7                | Pärnu            |